# Моргулис, Михаил Зиновьевич
Михаи́л Зино́вьевич Моргу́лис (1 октября 1941, Киев — 16 ноября 2021, США, Флорида, Норд-Порт) — радио-проповедник, писатель, основатель и президент организаций «Христианский мост» и «Духовная дипломатия», радиопроповедник, почётный консул Белоруссии в США.

## Биография
Приёмный отец, Зиновий Моргулис, был журналистом, мать, Любовь Садановская, работала врачом. Окончил Киевский речной техникум (1961), Ленинградский институт водного транспорта (1970) и школу журналистов Киевского университета (1971—1973).
В 1968 году появились первые рассказы в киевских газетах, писал также для радио и телевидения. Член СП СССР с 1970. Получил Первую литературную премию Союза писателей Украины в 1972 году за цикл рассказов «Очередь за надеждой».
В 1977 году эмигрировал в США. Окончил Norwich University (Вермонт), преподавал там в "Русской школе".  
В 1981 — 1987 гг. в США  издавал журнал «Литературный курьер». 
В 1982 году стал одним из основателей и главный редактор издательства «Slavic Gospel Press» (ныне издательство «Христианский Мост»), выпустившего на русском языке более ста книг, включая первый русский перевод «Хроник Нарнии» К. С. Льюиса.
С 1983 года вёл по-русски христианские радио-передачи.
Служил главным редактором чикагского издательства "Slavic Gospel Press", преподавал в университетах и колледжах США, был парт-тайм советником при Конгрессе, служил президентом Международного Фонда «Spiritual Diplomacy».
В последнее время жил в США, во Флориде, город Норд Порт.
Умер 16 ноября 2021 года. 
Похоронен в Норд Порте, США.

## Деятельность
После эмиграции получил известность в США, когда в 1991 году, будучи приглашённым в составе американской делегации в СССР, публично молился в Кремле и штаб-квартире КГБ. Основатель и президент организаций «Христианский мост» (Christian Bridges International) и «Духовная дипломатия» (англ.: "Spiritual Diplomacy Foundation").
Встречался с пятью президентами США: Джимми Картером, Рональдом Рейганом, Джорджем Бушем, Биллом Клинтоном и Бараком Обамой, а также с президентами СССР и республик СНГ -  Михаилом Горбачёвым, Александром Лукашенко, Виктором Януковичем, Аскаром Акаевым, Владимиром Зеленским и другими. Консультировал окружение президента Джорджа Буша-младшего по вопросам, связанным с Украиной, Белоруссией, Россией.
Был близким другом русского поэта и писателя Евгения Александровича Евтушенко, они поддерживали связь до конца жизни поэта.
Вёл активную духовную, политическую и социальную деятельность.
С 1983 года по 1999 вёл христианские радиопередачи на "Русском христианском радио", "Радио Монте-Карло" (не путать с одноимённой радиостанцией, передававшей развлекательный контент), ИБРА-Радио, "Голос Анд"  и др., в том числе программу "Возвращение к Богу". Программы пользовались успехом среди верующих в СССР.
12 декабря 2015 года был назначен Почётным консулом Беларуси в США.

## Творчество
Моргулис автор более ста рассказов, лаконичных, скрепленных единой внутренней мелодией и говорящих обо многом только намёками. Рассказы выявляют дар Моргулиса как наблюдателя, способного в художественной форме изображать конкретные ситуации, играющие существенную роль в судьбе человека. (Профессор Ирвин Вайль)
Также известен своими политическими статьями об Америке («Америка, которую мы потеряли», «О деградации американской дипломатической школы»), Президенте Трампе («Америка пробудилась. Трамп разбудил Америку!»), о событиях на Майдане («Ангел над одинокой толпой») и другие.
Автор девяти книг, включая «Сны моей жизни», «Тоска по раю», «Между мечом и крестом», «Что самое страшное», «Это был сон» и др. В 1991 году его книга «Возвращение на Красную планету» («Return to the Red Planet») вошла в список бестселлеров.
При участии Михаила Горбачёва создатель концепции «Духовная Дипломатия»  (англ.: "Spiritual Diplomacy"), основная идея которой — остановка конфликтов внутри стран и между странами с помощью не традиционных дипломатических методов, а с использованием духовных ценностей, одинакова важных для конфликтующих сторон. С этой новой концепцией побывал во многих странах мира. Интересны слова Горбачёва: «Хотя эта концепция выглядит несколько утопически для нашего циничного времени, но в будущем она может стать волшебной палочкой для сохранения мира».

## Личная жизнь
В 1971 году женился на Татьяне Титовой. У них трое детей: Валерия (1972), Зиновий (1977), Николай (1986).

## Награды
- 1-я литературная премия СП УССР и Министерства культуры УССР (1972);
- почётная литературная премия «Серебряное перо Руси» (2016)[17];
- литературная премия Нью-йоркского журнала New Review (Новый журнал) за повесть «Толя-Толечка…»;
- литературная премия московского журнала «Юность» за цикл воспоминаний «Один на один с жизнью».

## Сочинения

### Книги
- Return to the Red Planet. Wheaton, IL, 1989
- Сны моей жизни, Киев, 1990 (сборник рассказов)
- Притча о добром самаритянине, 1993
- Что самое страшное?, 1994
- Крест и Любовь, 1995
- Russia, between Sword and Cross. With Melissa Rose Marshall, 1996
- Духовная Дипломатия: невыдуманные истории, 1991
- Тоска по раю, 2005
- «Один на один с жизнью», 2020

### Рассказы
- Уйти в дождь 1978
- Спаси, Господи, раба Даниила, 1979
- Брюки господина Заха, 1982
- Смерть вора, 1982
- Старик и его собака, 1983
- Бывают дни, 1985
- Возвращение Израиля Семёновича, 1985
- Степной этюд, 1989
- На холме, 1989
- И ещё более 100 рассказов